# Herrschaft Rhäzüns

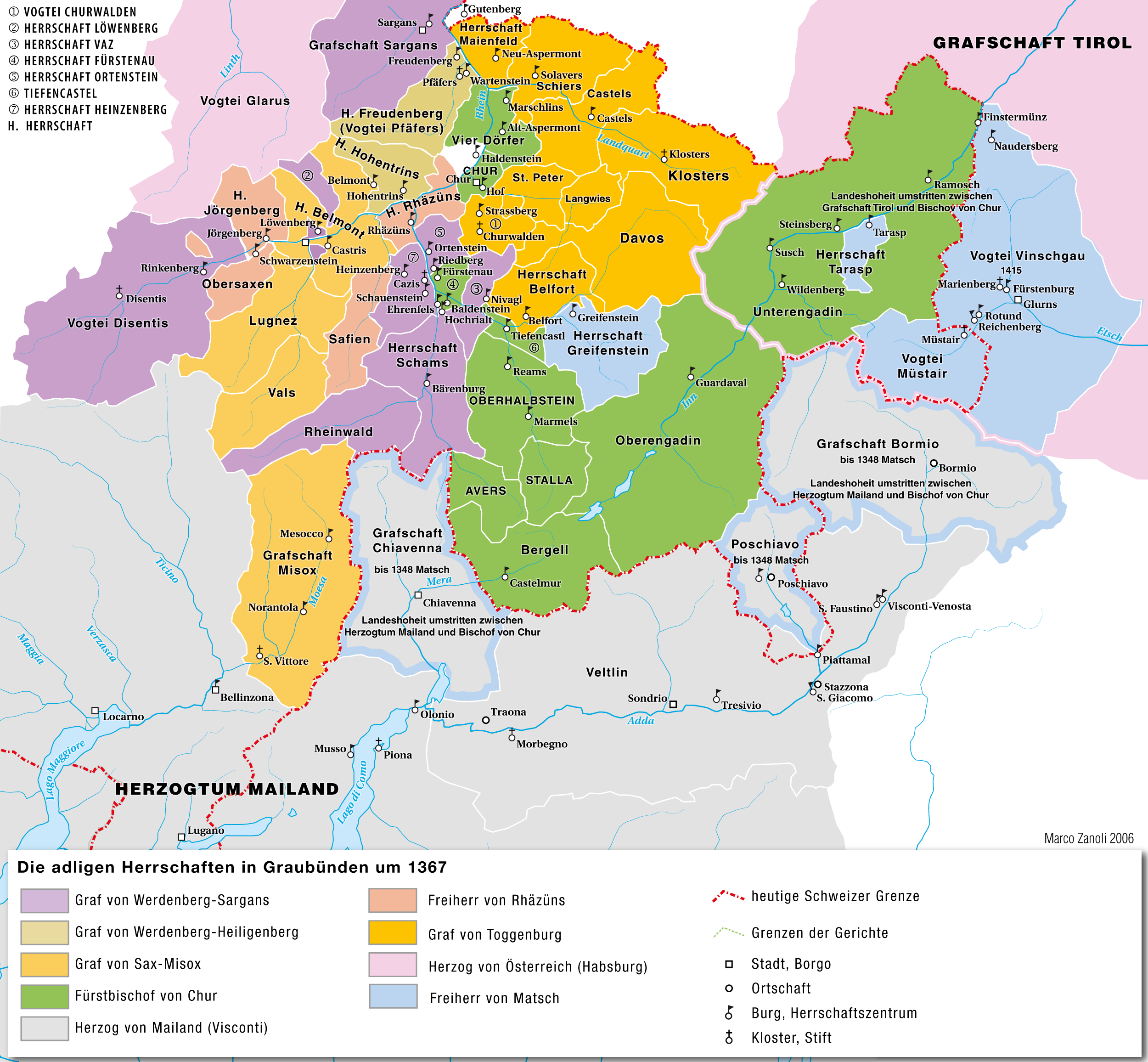
Die adligen Herrschaften in Graubünden um 1367

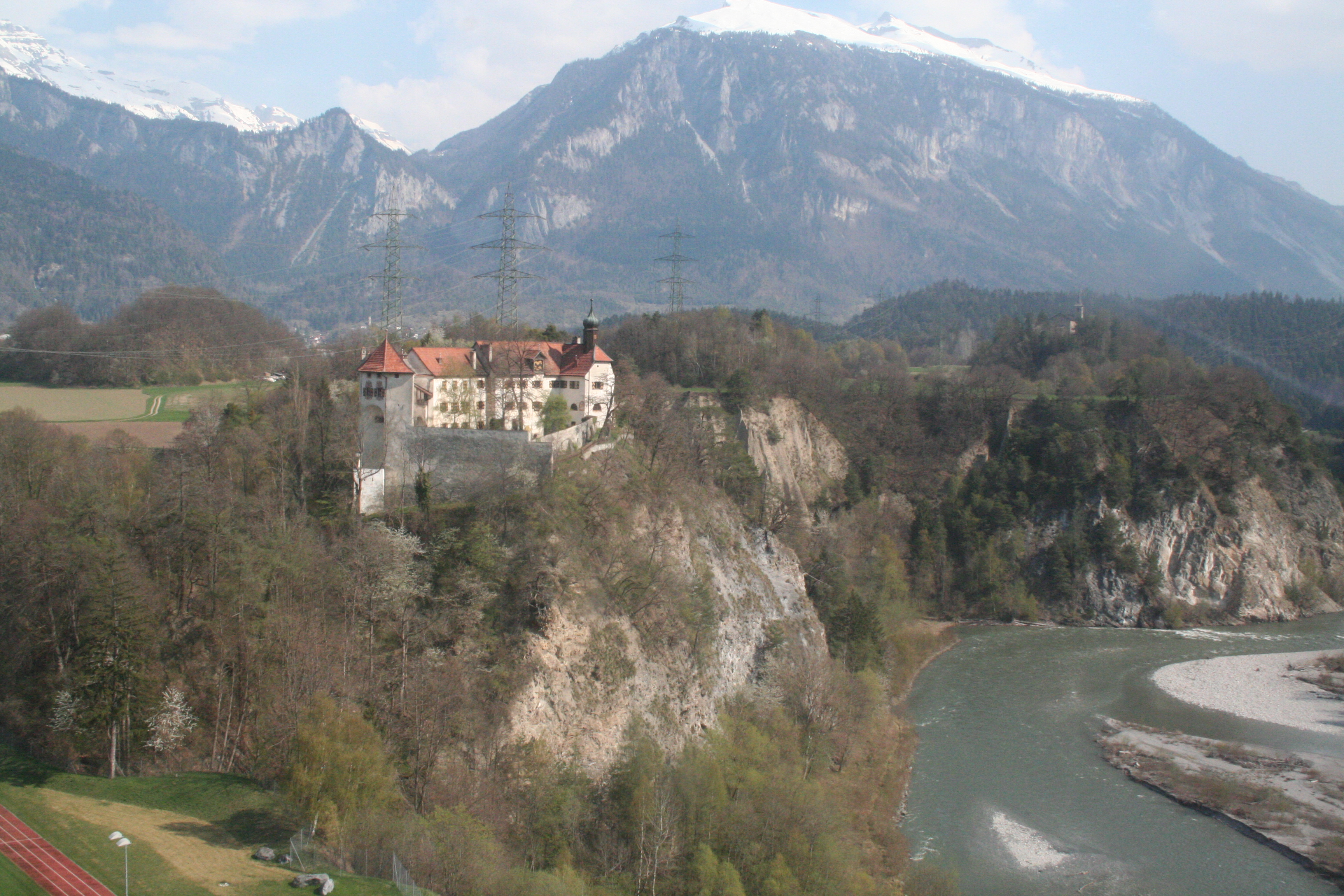
Schloss Rhäzüns

Die Herrschaft Rhäzüns bestand bis 1819 aus den heutigen Gemeinden Rhäzüns, Bonaduz, Domat/Ems und Felsberg im Kanton Graubünden in der Schweiz. Die Herrschaft war als «Gericht Rhäzüns» seit 1424 Mitglied des Oberen oder Grauen Bundes und damit des Freistaats der Drei Bünde. Der Freiherr bestimmte alljährlich den Ammann aus einem Dreiervorschlag der Gemeinde.
Rhäzüns und Bonaduz bildeten das Kerngebiet der Herrschaft der Freiherren von Rhäzüns, die unter Ulrich II. (1367–1415) zu den mächtigsten Feudalherren im heutigen Graubünden neben dem Bischof von Chur aufstiegen. Durch die Freiherren von Rhäzüns gelangte das Gericht Rhäzüns 1424 in den Grauen Bund und später zu den Drei Bünden. Nach dem Tod des letzten Freiherren und der Vermählung Eitel Friedrichs von Hohenzollern mit der Erbtochter Ursula Freiin von Rhäzüns entbrannte ein Streit zwischen den Hohenzollern und den Grafen von Werdenberg-Sargans der erst 1461 durch ein Gerichtsurteil geklärt wurde, das die Herrschaft den Hohenzollern zusprach. Der Neffe des genannten Hohenzollers, Graf Eitel Friedrich II. tauschte Rhäzüns 1497 mit seinem Freund Maximilian I. von Habsburg, dem deutschen König und späteren Kaiser, gegen die Herrschaft Haigerloch. Maximilian sah in diesem Tauschgeschäft eine zukünftige Interventionsmöglichkeit bei den Drei Bünden.
Zuerst wurde Rhäzüns von den Habsburgern als Pfandlehen den Familien Marmels, Stampa, von Planta und Ortenstein überlassen. 1696 übernahm Kaiser Leopold I. von Habsburg die Herrschaft direkt, d. h., er setzte einen Verwalter in der Herrschaft ein. Dadurch wurde der jeweilige habsburgische Inhaber der Herrschaft in seiner Funktion als Freiherr von Rhäzüns Mitglied des Freistaats der Drei Bünde.
Mit dem Frieden von Schönbrunn verzichtete das Haus Habsburg 1809 zugunsten Frankreichs auf die Herrschaft Rhäzüns, die am 29. Dezember 1809 vom französischen Legationssekretär François Rouyer in Besitz genommen wurde. Nach Napoleons Sturz kam sie 1814 vorerst wieder zurück an die Habsburger, wurde dann aber durch die Erklärung des Wiener Kongresses vom 20. März 1815 Graubünden zugesprochen, was in Artikel 78 der Wiener Kongressakte seinen Niederschlag fand. Die Übergabe der Herrschaft Rhäzüns an den Kanton Graubünden fand allerdings erst am 19. Januar 1819 statt. Einer der letzten Verwalter des Hauses Habsburg war der Arzt und Landrichter Georg Anton Vieli, der 1823 das Schloss Rhäzüns kaufte.